# Newton (Cambridgeshire)
Pour les articles homonymes, voir Newton.
Newton est une paroisse civile et un village du Cambridgeshire, en Angleterre.